# Whitman (Nebraska)
Whitman è una comunità non incorporata (unincorporated community) nella parte nord-orientale della contea di Grant, nel Nebraska, Stati Uniti. Si trova lungo la Nebraska Highway 2, a est del villaggio di Hyannis, il capoluogo della contea di Grant. Il Gudmundsen Sandhills Laboratory dell'Università del Nebraska-Lincoln si trova appena a nord della comunità. Anche se Whitman non è incorporata, ha un ufficio postale, con lo ZIP code 69366.

## Storia
Whitman è stata fondata negli anni 1860, quando il tracciato della ferrovia venne esteso nei dintorni. Il nome della località gli fu dato da un dirigente della ferrovia, che prese ispirazione dall'omonima città nel Massachusetts.